# Don-Bosco-Kirche (Klagenfurt am Wörthersee)

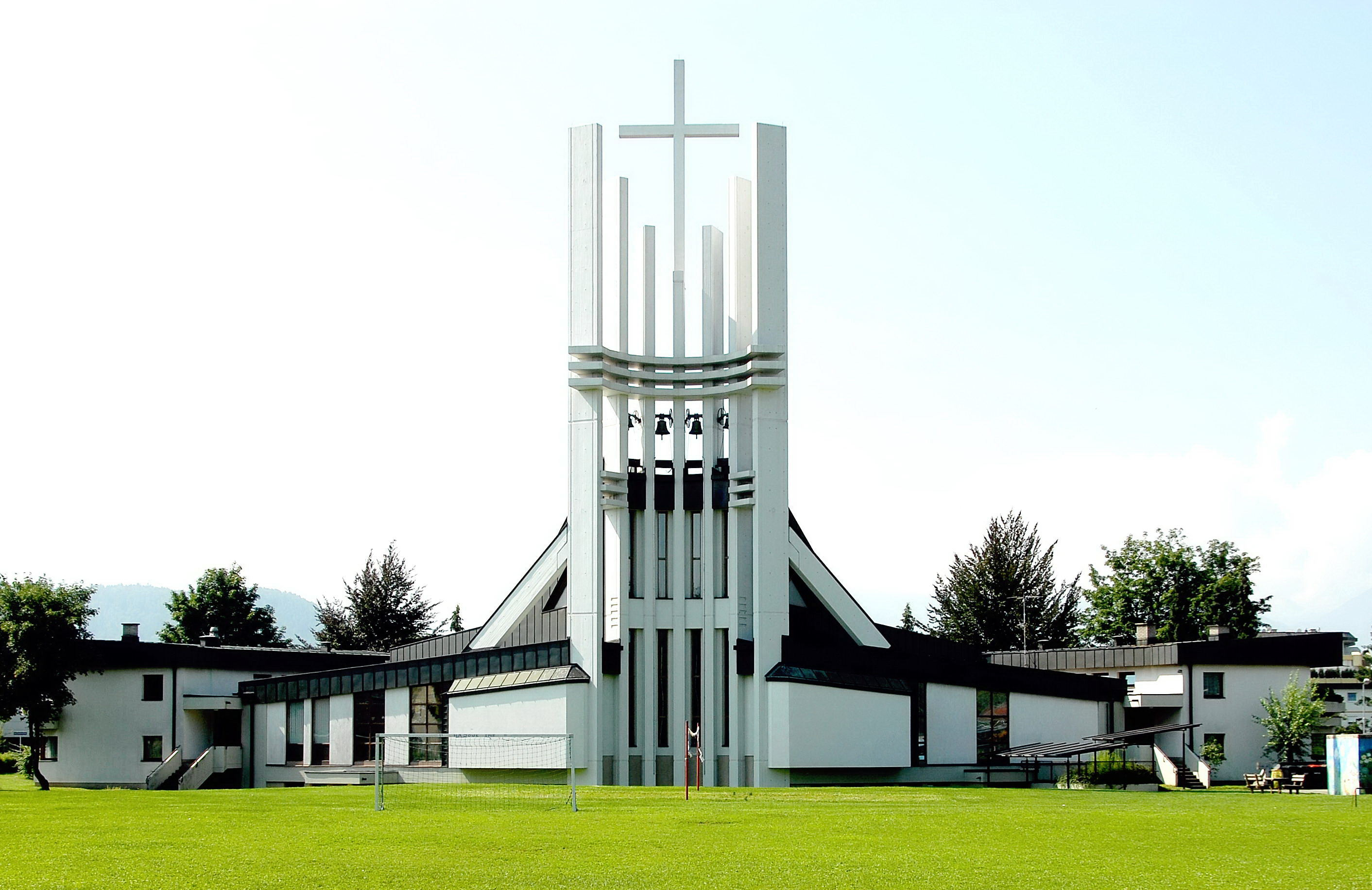
Außenansicht der Klagenfurter Don-Bosco-Kirche

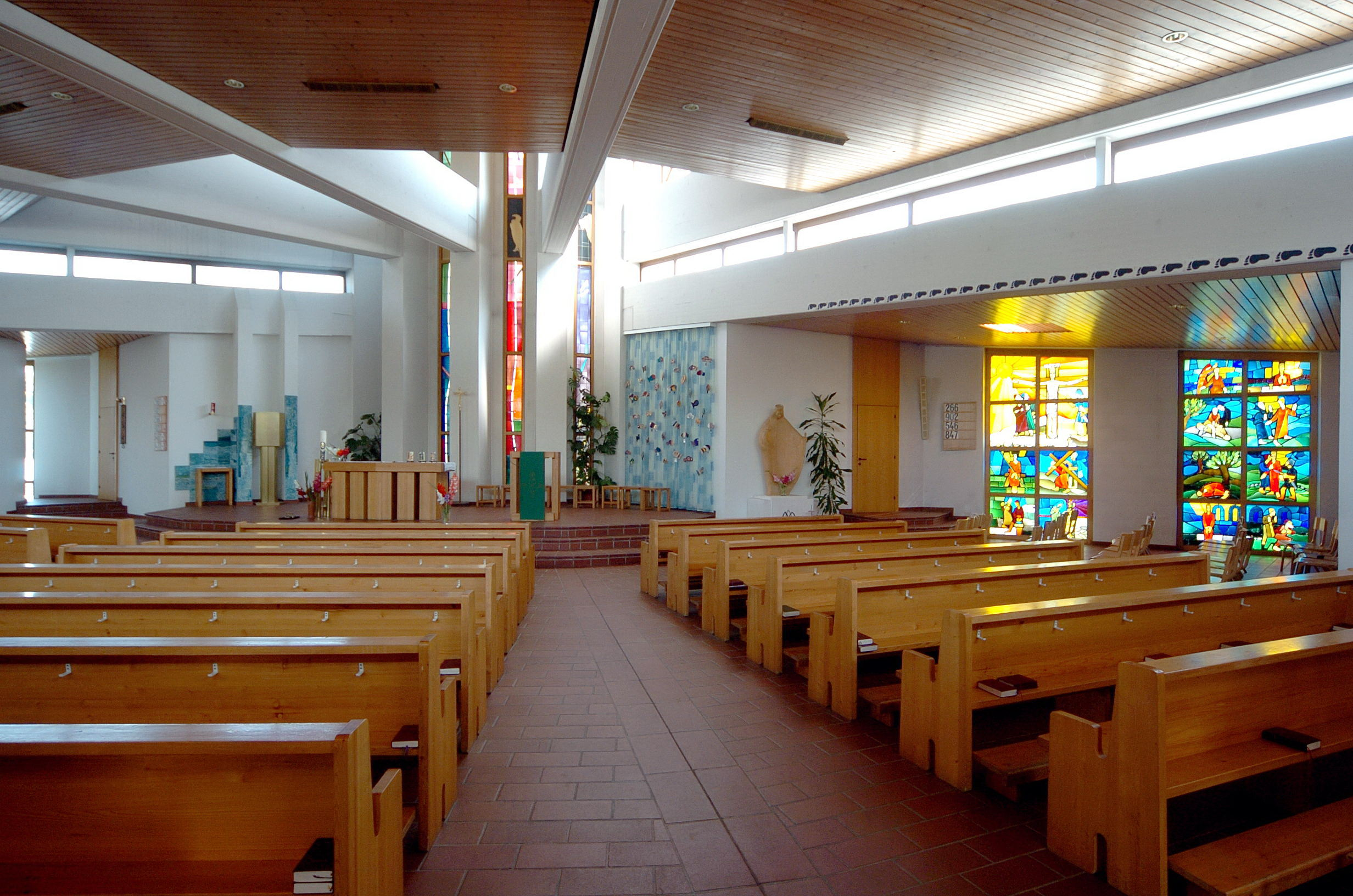
Innenraum der Klagenfurter Don-Bosco-Kirche

Die Don-Bosco-Kirche ist eine römisch-katholische Kirche in Klagenfurt am Wörthersee, die in den 1980ern errichtet wurde.

## Geschichte
Im Jahr 1959 kaufte die Diözese Gurk auf Initiative des damaligen Pfarrers von Klagenfurt-Siebenhügel, Pater Franz Penz SDB, das Grundstück in der Hirschenwirtstraße. Damals nahm die heutige Pfarrei als Sprengelgemeinde der Pfarre St. Josef-Siebenhügel ihre Anfänge. Dreizehn Jahre später wurde eine Wohnung in der Schmelzhüttenstraße vorübergehend als Seelsorgestelle Don Bosco eingerichtet, in der in den Jahren 1972 bis 1983 die Gottesdienste gefeiert wurden. Es sollte noch bis zum 9. Mai 1981 bis zur Grundsteinlegung für die neue Don-Bosco-Kirche durch Generalvikar Franz Kirchner dauern. Nach einer Bauzeit von knapp drei Jahren wurde die Kirche durch Diözesanbischof Egon Kapellari am 6. Mai 1984 feierlich geweiht werden.
Kirchenrechtlich ist das katholische Gemeindezentrum Don Bosco ein Rektorat, das zur Pfarrkirche Klagenfurt-St. Josef-Siebenhügel gehört.

## Glocken
Am 2. Mai 1999 weihte Prälat Horst-Michael Rauter die neuen Glocken.